# Fotografie v Bulharsku

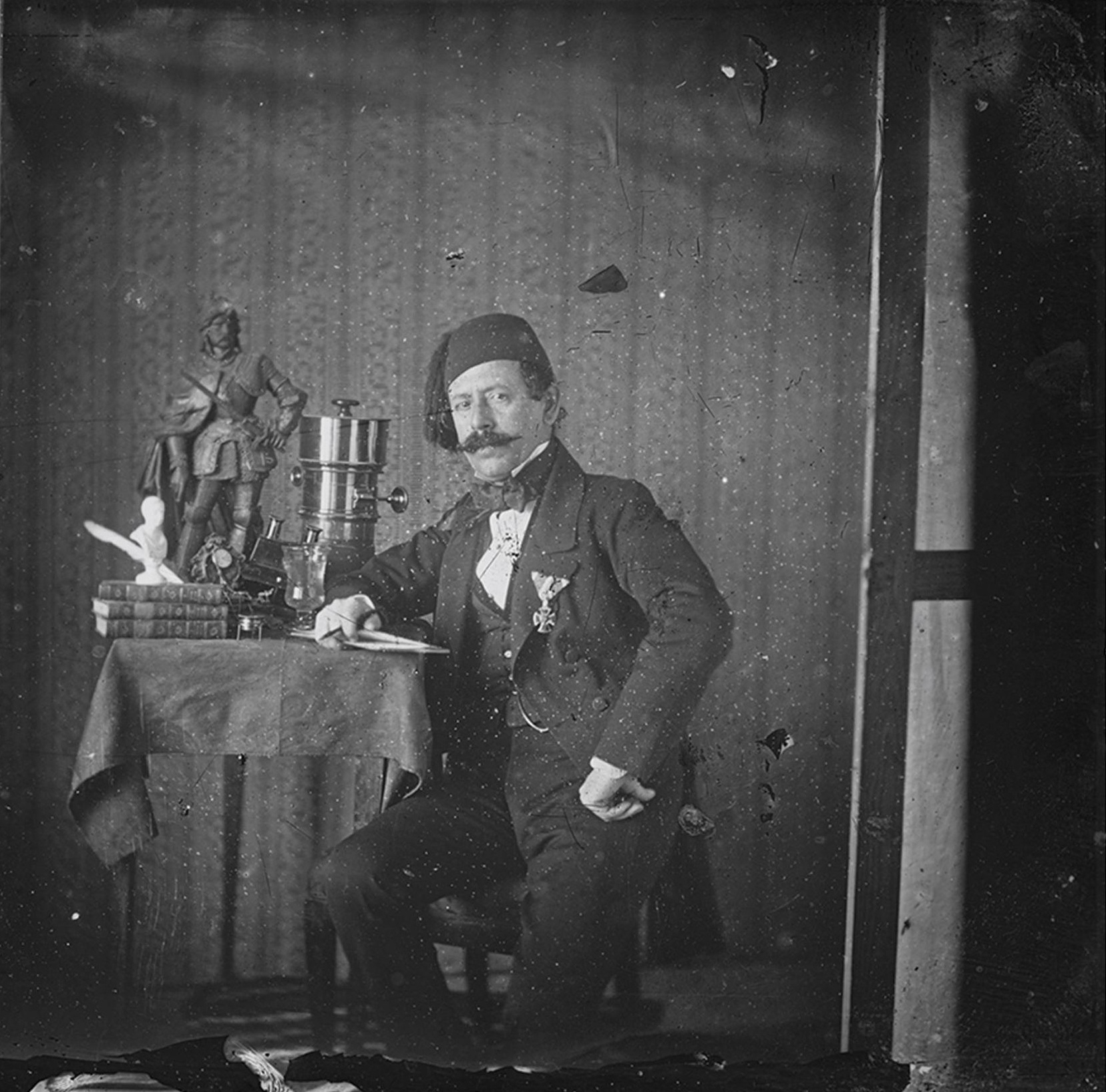
Anastas Jovanovič: autoportrét, Bělehrad, po roce 1854

Fotografie v Bulharsku vznikla v polovině 19. století. Jako v mnoha zemích byl vývoj techniky, řemesla a umění fotografie v Bulharsku mimo jiné důsledkem změny technologie, zlepšování ekonomických podmínek a míry uznání fotografie jako svéprávné formy umění.

## Fotografie do Osvobození
První dochovaná fotografie na území Bulharska je z let 1842–1843. Portrét zachycuje obrozence Todora Minkova a jeho matku ve Vídni. Fotografii pořídil pravděpodobně Bulhar Anastas Jovanovič.
První bulharští fotografové působili ve střední Evropě a ve velkých městech Osmanské říše. Až do 80. let 19. století se používala technika mokrého kolodiového procesu. Poté byla nahrazena suchými brom-želatinovými deskami.
Mezi první Bulhary zabývající se fotografickým uměním patřili Anastas Jovanovič, Anastas Karastojanov, Ivan Dospevski, Chrisant Rašov, Toma Chitrov, Georgi Dančov, Ivan Zografov, Stojan Karalejev a Nikifor Minkov. Pořizovali hlavně portrétní fotografie. Po osvobození v Sofii otevřeli vlastní fotoateliér: Anastas Karastojanov, Tomy Hitrov a Todor Fakirov; Georgi Dančov, Dimitar Kavra, bratři Katsarovi a Václav Velebný v Plovdivu; Francois Bauer, Samuel Gelch, Rudolf Liebich v Ruse; bratři Sarkisovi, Ovanes Chadžoljan, Papazjan, Epaminidi Xantopoulos, Karl Albrecht a Onorij Markolesko ve Varně.

## Fotografie v Bulharském království

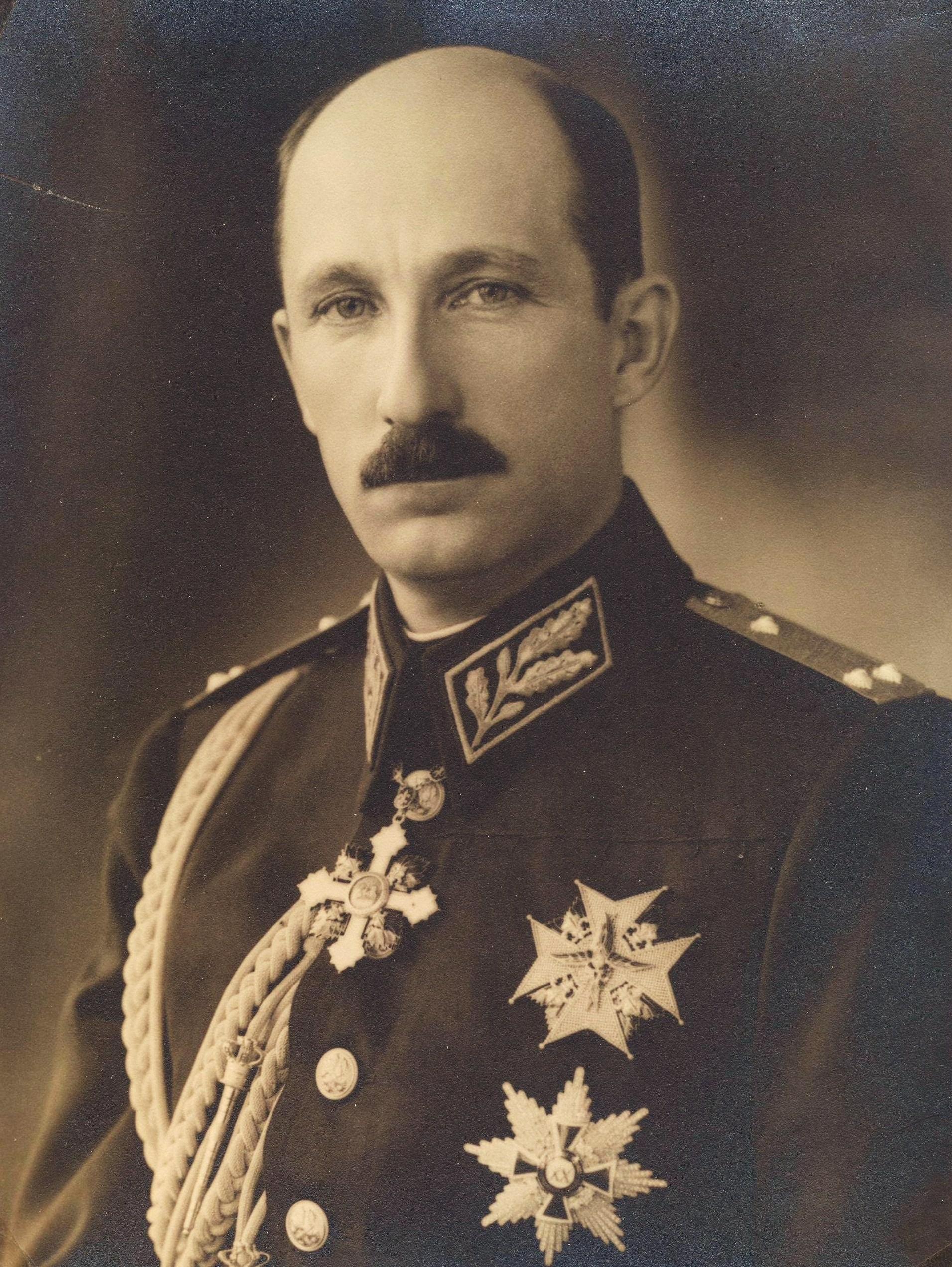
Dimitar Karastojanov: Portrétní fotografie cara Borise III., 1918–1919

V roce 1897 byla v Sofii založena první bulharská amatérská fotografická společnost z iniciativy Georgie St. Georgijeva. Předsedou se stal Vasil Zlatarski, se členy Porfirij Bachmetěv, Petko Klisurov, Georgi Bratčkov, Ivan Angelov, B. Michajlov. Zakladatelem vědecké a technické fotografie v Bulharsku byl Porfirij Bachmetijev. V roce 1898, Georgi St. Georgijev publikoval prvního Průvodce fotografií v Bulharsku a v roce 1904 Kurz fotografie podle moderních požadavků umění.
Na samém počátku 20. století se začala rozvíjet fotožurnalistika a začala převládat reportážní fotografie. Rostly také fotoateliéry. Mezi nejvýraznější fotografy té doby patřil Penčo Balkanski, který pracoval ve fotoateliéru Luna v Sofii. Jeho studio fungovalo až do začátku 70. let 20. století. Portrétoval osobnosti jako byli například: Fjodor Šaljapin, Vasko Abadžiev, Anton Strašimirov, Alexander Balabanov, český malíř Ivan Mrkvička, Ruža Delčeva, Nadja Nožarova a Angel Sladkarov, Vladimir Dimitrov-Majstora, Andrej Nikolov, Alexander Malinov, Michail Madžarov, Lilian Dic, Adolf Volbrjuk, Ivet Lebon a mnoho dalších.
V roce 1920 byl založen bulharský fotoklub. V průběhu let členy klubu byli: Georgi St. Georgiev, Nikola Božinov, Ivan Karadjov, Georgi Kančev, Bončo Karastojanov, Vasil Savov, Penčo Balkanski, Emil Rašev, Zahari Žandov, Vladimir Dimčev, Ljuben Piperkov, Viktor Bojčev, Atanas Tašev, Petar Božkov, Georgi Papakočev, Lote Michajlova, Blagoj Serafimov, Valentin Kirov a další.
V roce 1938 byly v Bulharsku pořízeny první barevné fotografie. Rozvíjela se umělecká fotografie, jejímiž nejznámějšími představiteli jsou Bončo Karastojanov, Penčo Balkanski, Emil Rašev, Todor Kemilev, Petar Papakočev nebo Boris Blaskov.

## Fotografie v Bulharské lidové republice
Po roce 1951 byly fotografické ateliéry znárodněny a přijata Pravidla pro organizační, ideové, politické a umělecké řízení fotografických děl. V roce 1952 byl při Výboru pro kinematografii založen státní podnik "Bulharská fotografie". Začala fungovat i služba Presfoto, ve které spolupracovníci na plný úvazek i dobrovolníci zastřešovali důležité události veřejného života v zemi. V roce 1972 byl při Bulharské fotografii založen Klub fotografů.
Ljuben Piperkov a Ivan Viktorov v roce 1955 vytvořili první barevné fotografie pro vědecké účely v Bulharsku a v roce 1956 vytvořili první vědecký lékařský barevný film. V roce 1957 stát oficiálně uznal výtvarnou fotografii jako umění.

## Češi v Bulharsku
- Václav Velebný byl majitelem fotografických ateliérů v Plovdivu,[1] Sofii a Staré Zagoře.
- Josef Bureš byl přidělen do velitelství polního maršála Josifa Gurka. Byl přítomen při obléhání Plevenu, jeho fotografie byly otištěny jako rytiny v ruském časopise Niva. Po válce se vrátil do Prahy, v roce 1880 se oženil s Annou Novákovou. Prozatímní ruská správa Bulharského knížectví ho v roce 1881 pozvala do čela fotografické služby ve Státní tiskárně v Sofii. Pracoval v soukromých fotoateliérech bratří Karastojanových, Toma Chitrova a dalších. S Tomem Chitrovem otevřeli fotoateliér „Slavjanska světlopisnica" ("Slovanská malba světlem“), později přejmenovaný na „Slovanská fotografie“, který fungoval až do roku 1885.[2][3]

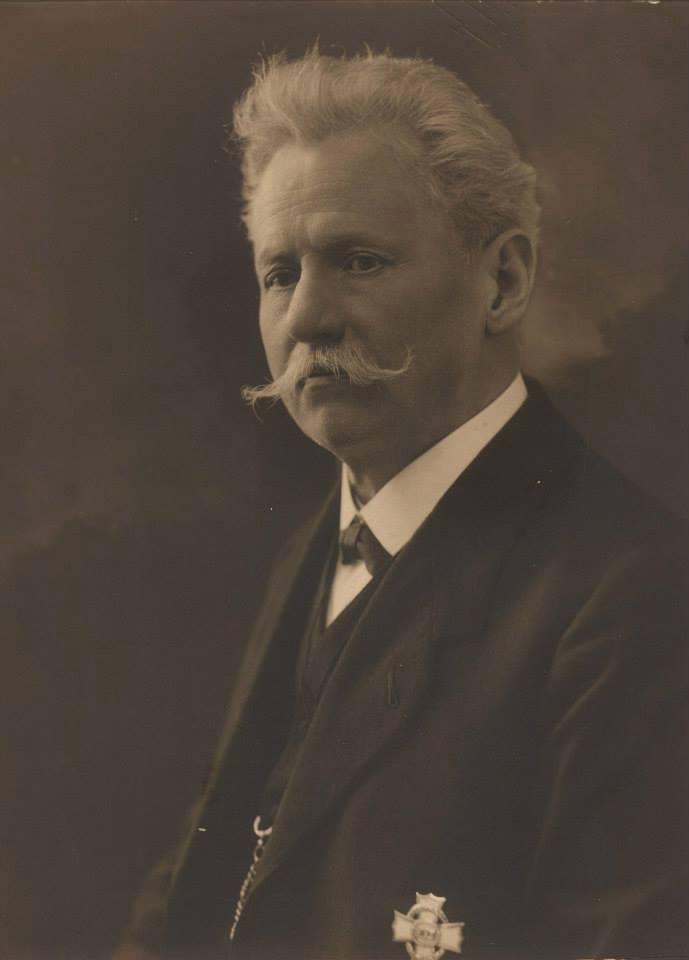
Václav Velebný, autoportrét
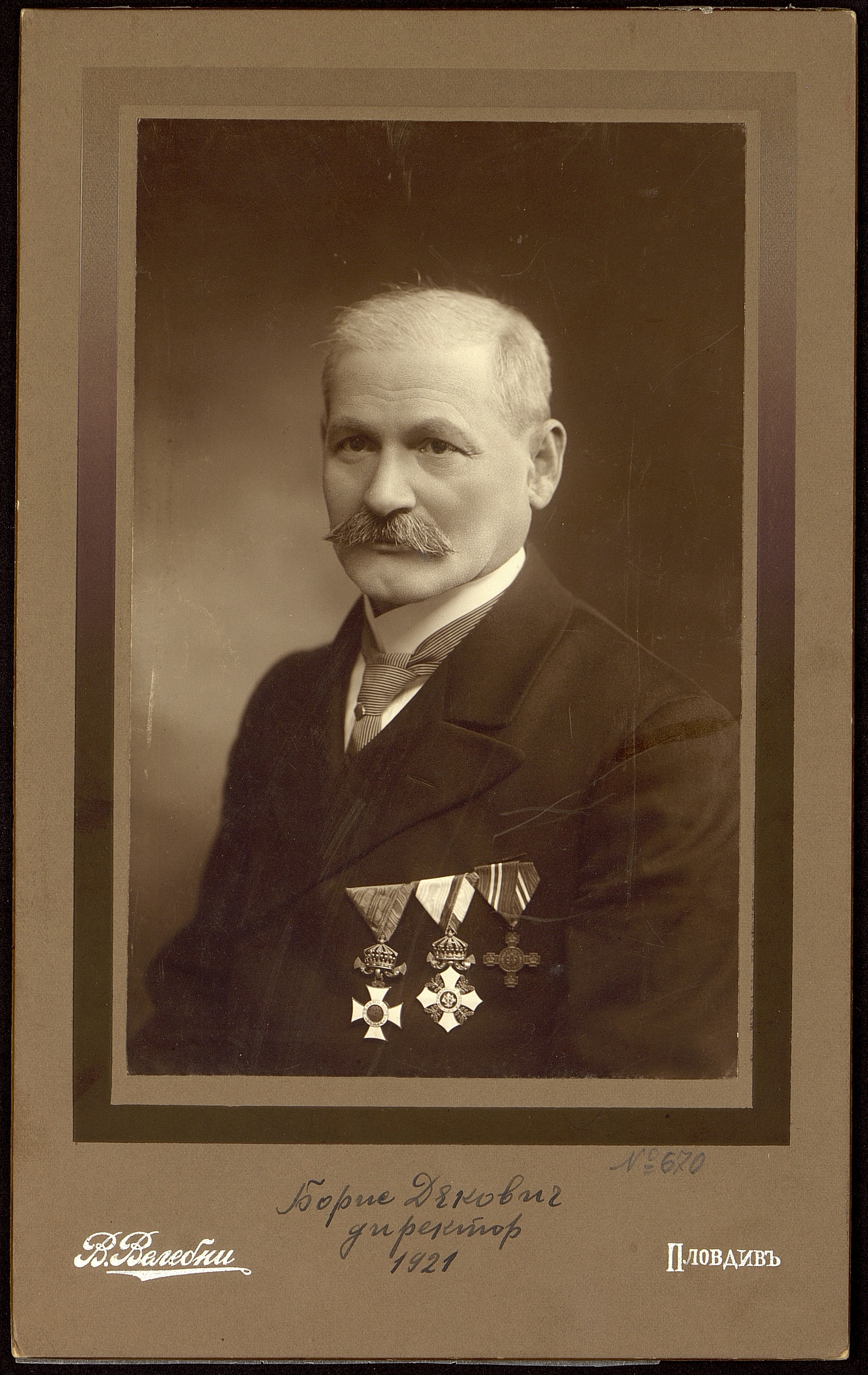
Václav Velebný: Boris Djakovič, ředitel Národní knihovny a muzea, 1921
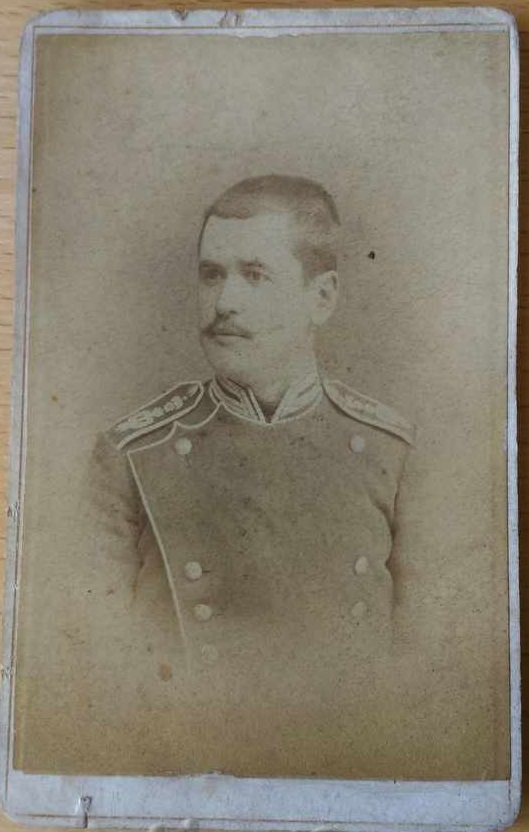
Josef Bureš: Bulharský oficír
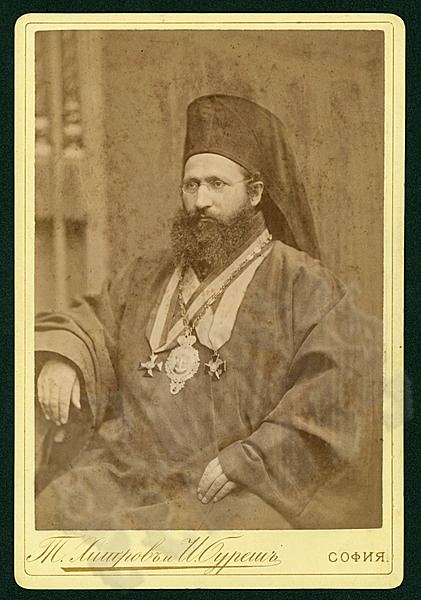
Josef Bureš: Metropolita Gervasij (Genčo Georgijev)

## Sbírky
Mezi nejvýznamnější sbírky a fotografické archivy patří:
- Národní knihovna Ivana Vazova v Plovdivu